# Guardia Perticara
Guardia Perticara är en ort och kommun i provinsen Potenza i regionen Basilicata i Italien. Kommunen hade 543 invånare (2017).